# International Sweethearts of Rhythm
International Sweethearts of Rhythm est un big band féminin formé aux États-Unis en 1937. C'est la première formation musicale américaine à accueillir des musiciennes sans distinction de couleur de peau.
Les musiciennes sont recrutées parmi les pensionnaires d'un établissement scolaire du Mississippi pour enfants défavorisés. L'orchestre se professionnalise durant les années 1940. Apprécié du public noir américain, il parcourt le circuit des clubs et a l'occasion d'enregistrer quelques titres pour Guild Records et RCA Victor. En 1945, il est envoyé en Europe par l'United Service Organizations (USO) pour soutenir le moral des troupes. Les Sweethearts of Rhythm se séparent à la fin des années 1940 et sont redécouvertes dans les années 1970 par des universitaires travaillant sur le thème de la condition féminine.

## Biographie

### Les débuts
Durant les années 1930, Laurence C. Jones (en) fonde la Piney Woods Country Life School (en), un internat pour enfants défavorisés. Elle est située à Piney Woods, une localité du comté de Rankin dans l'État du Mississippi. Jones finance l'établissement grâce à des campagnes de dons. Inspiré par les big bands féminins existants, il met sur pied son propre orchestre de jazz afin de récolter de l'argent pour l'internat. Baptisé International Sweethearts of Rhythm, il est composé de pensionnaires de l'établissement âgées d'environ 14-15 ans, issues des minorités afro-américaine, amérindienne, asio-américaine et latino-américaine,. Les élèves sont sélectionnées pour leur allure et leurs dons musicaux. Le groupe, dirigé par l'un des professeurs, se produit dans les alentours de Piney Woods. Les concerts de l'orchestre sont couronnés de succès, ce qui permet aux Sweethearts of Rhythm de quitter la région et partir en tournée. En 1939, elles voyagent jusqu'à Chicago, où leur spectacle reçoit un bon accueil critique.

### Professionnalisation
À partir de 1940, l'agent artistique Daniel Gary de Washington DC prend leur carrière en main. L'orchestre s'établit en Virginie et se professionnalise sous l'impulsion d'Eddie Durham. Le nouveau directeur musical a travaillé auparavant avec Count Basie et Jimmie Lunceford. Ses arrangements parviennent à masquer les faiblesses de l'orchestre en matière d'improvisation. Des musiciennes expérimentées, comme la chanteuse et saxophoniste Anna Mae Winburn, rejoignent les Sweethearts of Rhythm, qui tournent maintenant dans tout le pays.
Durant les années 1940, elles sont très appréciées du public noir américain. Elles parcourent le circuit des clubs et jouent notamment au Paradise Theater (en) de Detroit et au Howard Theatre (en) de Washington DC. À partir de 1941, elles se produisent régulièrement à l'Apollo Theater de New York. En 1943, Jesse Stone remplace Eddie Durham en tant que directeur musical. Le niveau technique de l'orchestre bénéficie du recrutement de la bassiste Lucille Dixon, des saxophonistes Marjorie Pettiford et Amy Garrison, de la trompettiste Mae Stansbury et de la guitariste Roxanna Lucas. Jesse Stone quitte son poste à l'issue de son contrat de deux ans. Maurice King lui succède alors que le groupe est au sommet de sa popularité. Les Sweethearts of Rhythm tournent en compagnie des orchestres de Jimmie Lunceford et Fletcher Henderson.
Les groupes féminins de l'époque ont peu d'opportunités de s'exprimer en studio. Les Sweethearts of Rhythm enregistrent seulement quelques titres pour le label new-yorkais Guild Records en 1945, puis pour RCA Victor l'année suivante,. Elles apparaissent dans des courts métrages tournés à Hollywood. En 1945, elles se produisent à l'étranger pour l'United Service Organizations (USO), association créée durant la Seconde Guerre mondiale afin de soutenir le moral des forces armées américaines. En 1946, Clora Bryant les rejoint en tant que trompettiste soliste. L'orchestre se sépare en 1949 après la mort de Rae Lee Jones, qui a chaperonné les Sweethearts of Rhythm depuis leurs débuts à l'internat de Piney Woods.

### Déségrégation
La saxophoniste blanche Rosalind Cron est recrutée en 1943, faisant des International Sweethearts of Rhythm le premier orchestre féminin à mettre en pratique la déségrégation (the first integrated female band),, alors que les lois Jim Crow sont encore appliquées dans le sud des États-Unis,.

### Regain d'intérêt depuis les années 1970
Durant les années 1970 et 1980, et malgré le peu d'enregistrements disponibles, les International Sweethearts of Rhythm ont été redécouvertes par les universitaires américains travaillant sur le thème de la condition féminine,. En 1984, le label Rosetta Records édite la compilation International Sweethearts of Rhythm: Hottest Women's Band of the 1940s comprenant des titres enregistrés par l'orchestre en studio ainsi que des morceaux live tirés de trois sessions diffusées à la radio durant la guerre.
En 2011, le Jazz Appreciation Month (en) est en partie consacré aux pionnières du jazz. Six ex-membres des Sweethearts of Rhythm y participent en donnant objets d'époque et souvenirs au musée national d'histoire américaine (The National Museum of American History), qui fait partie de la Smithsonian Institution,.

## Membres
La liste qui suit n'est pas exhaustive. Certaines musiciennes ne sont restées qu'un temps. Leur nom a pu changer par la suite (mariage).
- Grace Bayron (saxophone)
- Judy Bayron (trombone)
- Pauline Braddy (batterie)
- Lorraine Brown (saxophone)
- Nancy Brown (trompette)
- Clora Bryant (trompette, chant)
- Vi Burnside (saxophone)
- Toby Butler (trompette)
- Ina Bell Byrd (trombone)
- Ray Carter (trompette)
- Ester Louise Cooke (trompette, trombone)
- Rosalind Cron (saxophone)
- Julian Dash (saxophone)
- Tiny Davis (trompette)
- Lucille Dixon Robertson (contrebasse)
- Frann Gaddison (saxophone)
- Amy Garrison (saxophone)
- Margaret « Trump » Gipson (contrebasse)
- Helen Jones Wood (en) (trombone)
- Zena Latto (en) (saxophone)
- Thelma Lewis (trompette)
- Roxanna Lucas (guitare)
- Ruby Lucas (batterie)
- Big Maybelle (chant)
- Evelyn McGee (chant)
- Geneva Frances Perry (saxophone)
- Marjorie « Marge » Pettiford (saxophone)
- Mim Polak (trompette)
- Corinne Posey (trombone)
- Lena Posey (trombone)
- Carline Ray (contrebasse)
- Johnnie Mae Rice (piano)
- Colleen Murray (saxophone)
- Helen Saine (saxophone)
- Edna Smith (contrebasse)
- Johnny Mae Stansbury (trompette)
- Jean Starr (en) (trompette)
- Edna Williams (trompette)
- Selma Lee Williams (saxophone)
- Vi Wilson (contrebasse)
- Anna Mae Winburn (chant)
- Willie Mae Wong (saxophone)
- Myrtle Young (saxophone)

## Discographie
- 1945 : Jump Children / Slightly Frantic (Guild Records 141)A. Jump Children
B.Slightly Frantic
- 1948 : Vi Vigor / Don't Get It Twisted (RCA Victor 40-0146)Vi Vigor 
 Don't Get It Twisted

Anna Mae Winburn and her sweatherat all girls orchestra
- 1951 : Fool Blues / Big Steal Blues (Unique Records S.W. 008)Fool Blues 
 Big Steal Blues

Compilation
- 1984 : International Sweethearts of Rhythm: Hottest Women's Band of the 1940s (Rosetta Records)A1 Galvanizing 3:24
A2 Sweet Georgia Brown 2:02
A3 Central Avenue Boogie 2:08
A4 Bugle Call Rag 2:47
A5 She's Crazy With the Heat 2:31
A6 Jump Children 2:47
A7 Vi Vigor 2:52
A8 Lady Be Good 3:57
B1 Gin Mills Special 2:51
B2 Honeysuckle Rose 2:22
B3 That Man of Mine 3:02
B4 Diggin Dirt 2:41
B5 Don't Get It Twisted 2:59
B6 Tuxedo Junction 2:57
B7 Slightly Frantic 3:06
B8 One O'Clock Jump 2:31